# Torday-Kongó Expedíció
A Torday-Kongó Expedíciót 2009 nyarán teljesítette Szilasi Ildikó, antropológus, az Magyar Afrika Társaság munkatársa, Lóránt Attila, fotográfus és Reisinger Dávid, operatőr. Az expedíció Torday Emil, magyar származású kutató, utolsó kongói expedíciójának 100. évfordulója alkalmából került megszervezésre azzal a céllal, hogy kulturális szempontból mutassák be a felkeresett népcsoportokat és feltérképezzék a tárgyi kultúrában bekövetkezett változásokat.
Az expedíció csapata a Torday által 100 éve bejárt úton haladt végig a Kongói Demokratikus Köztársaság területén.  Az út során összegyűjtött anyagokból készülő kiállítás, könyv és dokumentumfilm 2010 folyamán kerül majd bemutatásra.
A szakmai csapat mellett az expedíció első etapját teljesítette még Balogh Sándor, a Kongói Demokratikus Köztársaság kijelölt tiszteletbeli konzulja, Fábry Sándor és Zimits Sándor.

## Az expedíció útvonala
- Budapest-Kinshasa
- Kinshasa-Kisangani-Kinshasa
- Kinshasa-Bandundu-Kikwit
- Kikwit-Gungu
- Gungu-Kasai-Szankuru
- Kinshasa-Budapest

## Galéria

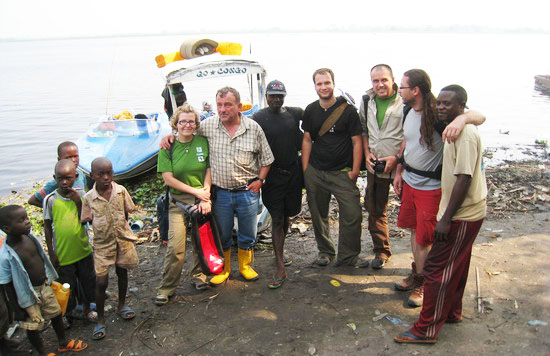
A Torday-Kongó Expedíció csapata
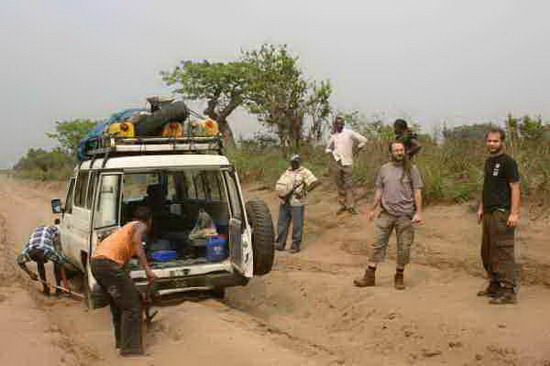
Az expedíció csapata Kikwit és Idiofa között
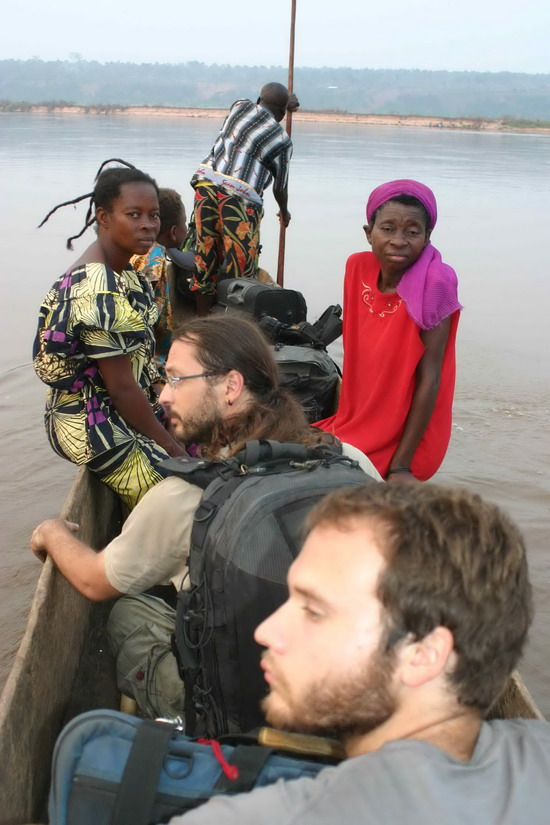
Átkelés a Kasai folyón
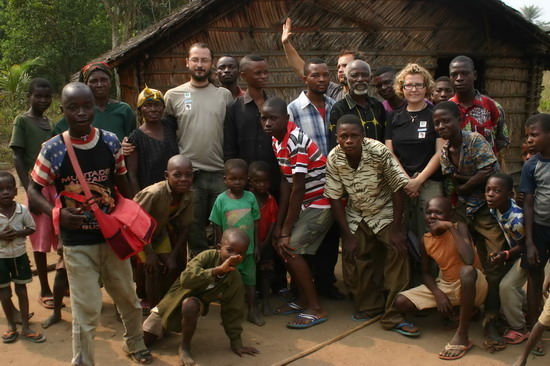
Az expedíció csapata Kashimbában
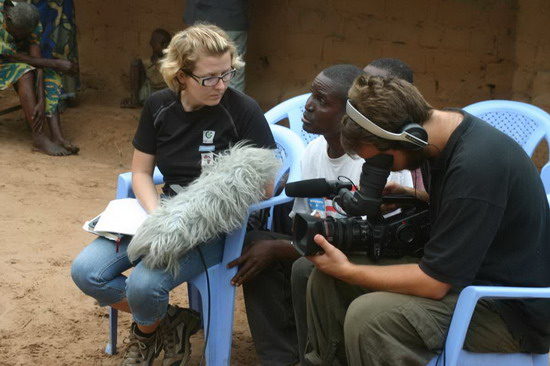
Szilasi Ildikó és Reisinger Dávid
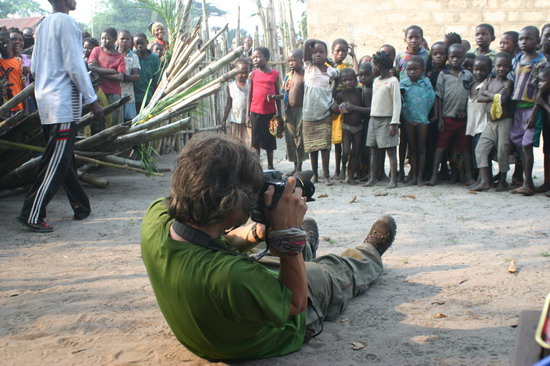
Gungu Fesztivál

## Külső hivatkozások
- Torday-Kongó Expedíció hivatalos honlapja
- Afrikai-Magyar Egyesület hivatalos honlapja